# Ulica Kazimiery Iłłakowiczówny w Katowicach
Ulica Kazimiery Iłłakowiczówny w Katowicach − jedna z ważniejszych ulic w katowickiej dzielnicy Koszutka. Ulica rozpoczyna swój bieg od skrzyżowania z ulicą Misjonarzy Oblatów MN. Następnie krzyżuje się z ulicą Alfonsa Górnika i ulicami dojazdowymi do osiedla. Kończy swój bieg przy skrzyżowaniu z ulicą Słoneczną przy granicy z Wełnowcem-Józefowcem. Ulica jest jedną z ważniejszych dróg dojazdowych w północnej części dzielnicy.
Ulica powstała w latach pięćdziesiątych XX wieku wraz z całym osiedlem Koszutka (wtedy jako osiedle Juliana Marchlewskiego) i otrzymała nazwę ulicy SDKPiL obowiązującej do końca PRL. Przy ulicy zlokalizowane są następujące historyczne obiekty:
- osiedle domów wielorodzinnych (ul. K. Iłłakowiczówny 1−9 − numery nieparzyste i 11a−c), wybudowane w latach pięćdziesiątych XX wieku w stylu socrealistycznym;
- willa w ogrodzie (ul. K. Iłłakowiczówny 11), wzniesiona pod koniec lat trzydziestych XX wieku w stylu funkcjonalizmu;
- budynek szkoły podstawowej (ul. K. Iłłakowiczówny 13), wzniesiony w 1953 w stylu socrealizmu;
- wielorodzinny dom mieszkalny z przedszkolem (ul. K. Iłłakowiczówny 15), wybudowany w 1953 w stylu socrealizmu;
- osiedle domów wielorodzinnych (ul. K. Iłłakowiczówny 17, 19, 21), wzniesione w 1953 w stylu socrealizmu.

Przy ulicy Kazimiery Iłłakowiczówny swoją siedzibę mają: firmy i przedsiębiorstwa handlowo-usługowe, II Komisariat Policji w Katowicach (ul. K. Iłłakowiczówny 2), Miejskie Przedszkole nr 52, Szkoła Podstawowa nr 36. Przy ul. Kazimiery Iłłakowiczówny 13 działa Uczniowski Klub Sportowy Żaczek.
Ulicą na całej swojej długości kursują autobusy Zarządu Transportu Metropolitalnego (ZTM).